# Moiropsis
Moiropsis is een geslacht van zee-egels uit de familie Schizasteridae.

## Soorten
- Moiropsis claudicans (A. Agassiz, 1879)
- Moiropsis depressa Hayasaka, 1948 †